# Craig Kilborn
Craig Kilborn (Kansas City, 24 agosto 1962) è un attore e conduttore televisivo statunitense.

## Biografia
Figlio di Shirley, un'insegnante scolastica, e di Hiram Kilborn, un dirigente di una compagnia di assicurazioni, Craig nacque a Kansas City, in Missouri, ma all'età di 4 anni la famiglia si trasferì ad Hastings, nel Minnesota, ove fu cresciuto.
Ha preso parte come attore a vari film, tra cui Shaggy Dog - Papà che abbaia... non  morde.
Ha un figlio, Jonathan, nato nel 1987.

## Filmografia parziale
- Shaggy Dog - Papà che abbaia... non  morde (The Shaggy Dog), regia di Brian Robbins (2006)
- Gli scaldapanchina (The Benchwarmers), regia di Dennis Dugan (2006)
- 14 anni vergine (Full of It), regia di Christian Charles (2007)
- The Extendables, regia di Brian Thompson (2014)